# Питай всяко момиче
„Питай всяко момиче“ (на английски: Ask Any Girl) е американска романтична комедия от 1959 година с участието на Дейвид Нивън и Шърли Маклейн, заснета от Метро-Голдуин-Майер.

## Сюжет
Мег Уилър (Шърли Маклейн) пристига в Ню Йорк и започва работа в голяма фирма, занимаваща се с проучване на пазара. Тя също така държи очите си отворени в опита си да срещне подходящ за нея мъж. Нейните проучвания я карат да вярва, че в САЩ има пет милиона повече жени отколкото мъже.
След среща с двама клиенти, резервираният и малко скучен Майлс Доутън (Дейвид Нивън) и по-малкият му брат- плейбой Ивън (Гиг Йънг), не отнема много време на Мег да осъзнае, че тя е романтично настроена спрямо Ивън.
Майлс проявява желание да помогне. Той познава почти всички завоевания на брат си, които идват и си отиват една след друга и знае много добре какво Ивън харесва в едно момиче. Той се заема да превърне Мег в точно такъв тип момиче. Това което тя не знае е, че Майлс тайно я желае за себе си.

## В ролите
- Дейвид Нивън като Майлс Доутън
- Шърли Маклейн като Мег Уилър
- Гиг Йънг като Ивън Доутън
- Род Тайлър като Рос Тайфорд
- Джим Бакъс като Максуел
- Клеър Кели като Лайза
- Елизабет Фрейзър като Джени Бойдън
- Доди Хийт като Тери Ричардс
- Рийд Морган като Бърт
- Кармен Филипс като изисканата млада дама

## Награди и номинации
- Награда БАФТА за най-добра чуждестранна актриса на Шърли Маклейн от 1960 година.
- Награда Сребърна мечка за най-добра актриса на Шърли Маклейн от Международния кинофестивал в Берлин през 1959 година.
- Номинация за Златен глобус за най-добра женска роля в мюзикъл или комедия на Шърли Маклейн от 1960 година.
- Номинация за Златна мечка за най-добър филм от Международния кинофестивал в Берлин през 1959 година.